# Squalus crassispinus
Squalus crassispinus är en hajart som beskrevs av Last, Edmunds och Yearsley 2007. Squalus crassispinus ingår i släktet Squalus och familjen pigghajar. IUCN kategoriserar arten globalt som otillräckligt studerad. Inga underarter finns listade i Catalogue of Life.